# Grzegorz Musiatowicz

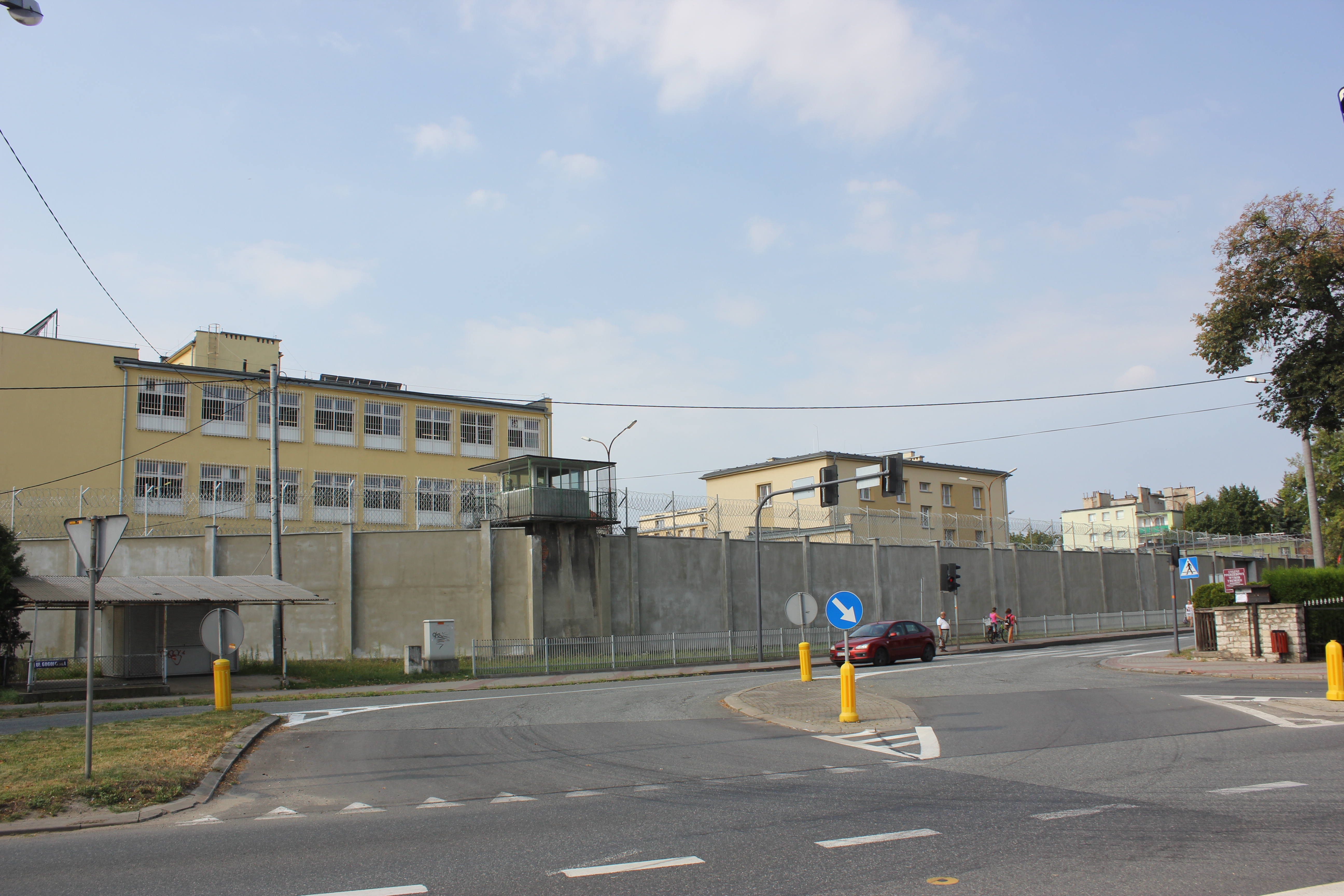
Zakład Karny nr 2 w Strzelcach Opolskich, w którym odbywa karę Grzegorz Musiatowicz

Grzegorz Musiatowicz, ps. Młody (ur. 1986) – polski przestępca i seryjny morderca, który w trzech oddzielnych zdarzeniach w 2002 i 2014 pozbawił życia trzech mężczyzn. Jest osadzony w zakładzie karnym w Strzelcach Opolskich (województwo opolskie), gdzie odbywa karę dożywotniego pozbawienia wolności.

## Życiorys
Wychowywał się w Zabrzu na Górnym Śląsku, w normalnym domu. W wieku piętnastu lat uciekł z domu. W Katowicach poznał Tadeusza O., 52-letniego homoseksualistę, który przygarnął go pod swój dach i dawał niewielkie pieniądze. W 2002, gdy Musiatowicz miał szesnaście lat, w mieszkaniu Tadeusza O., na tle rozliczeń finansowych pobił go młotkiem, uderzając w głowę. Zostawił go nieprzytomnego, a mieszkanie podpalił. Mężczyzna zmarł w szpitalu. Musiatowicz został skazany jedynie na sześć lat pozbawienia wolności, ponieważ był nieletni. Po opuszczeniu zakładu karnego był jeszcze bardziej zdegenerowany i zaczął dokonywać napadów na sklepy. W 2014 napadł na sklep spożywczy, w którym sterroryzował ekspedientkę, przykładając jej nóż do szyi, jednak został spłoszony przez wchodzącego do sklepu klienta. Później powiedział, że był gotów poderżnąć gardło sprzedawczyni, jeśli nie dałaby pieniędzy:

Ja się uważam za człowieka bez sumienia.

Dokonywał napadów, zawsze posiadając noże lub pistolet wiatrówkę. Później psycholog określił jego osobowość jako psychopatyczną.

Dla mnie to zabicie człowieka jak splunięcie.

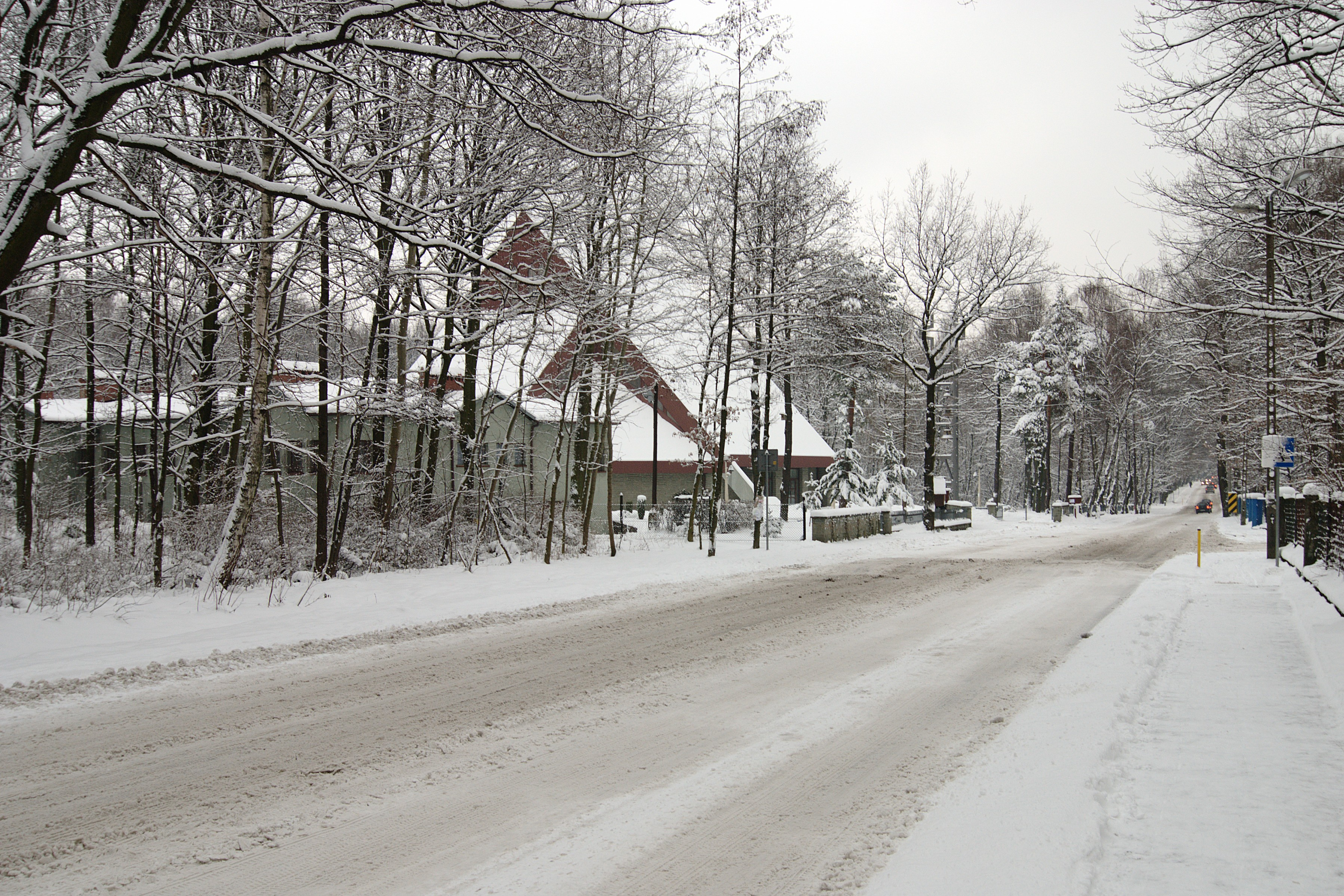
Ul. Jaskółcza w Zabrzu i lasek, w którym Musiatowicz dokonał dwóch zabójstw

Następnie Musiatowicz dokonał „skoku” życia, napadając na mieszkanie zabrzańskiego biznesmena. Bił go i torturował, aż napadnięty wyznał, gdzie ukrył pieniądze – 90 000 zł. Jednak nie wiadomo, z jakiego powodu poszkodowany nie zgłosił tego napadu i Musiatowicz nie odpowiedział za to przestępstwo. Został jednak w końcu zatrzymany przez policjantów i skazany na trzy lata pozbawienia wolności za napad na sklep spożywczy. Wyszedł z zakładu karnego osiem miesięcy wcześniej. Rodzice zerwali z nim kontakty, uznając go za bandytę, złodzieja i psychopatę. Nie miał, dokąd pójść, więc przyłączył się do grupy bezdomnych zbieraczy złomu, koczujących w lasku przy ul. Jaskółczej w Zabrzu. Żyjący tam bezdomni pili wszystko, co zawierało jakikolwiek alkohol. Pewnego dnia jeden z nich – Daniel – upił się do nieprzytomności i wpadł do ogniska, w wyniku czego stracił palce u stóp. Uczestniczący w libacji bezdomni Eryk O. i Mirosław N. nie pomogli Danielowi wydostać się, czym podpadli Musiatowiczowi: „Trzeba ich sprzątnąć”. W lutym 2014 zatłukł siekierą Mirosława N., a z Danielem zakopał denata. Eryk O. wówczas uniknął śmierci, ponieważ został aresztowany, jednak egzekucja nastąpiła dwa miesiące później. Po wyjściu na wolność zginął z ręki Musiatowicza. Ponownie razem z Danielem zakopali ciało, niedaleko poprzedniego. Dwa dni później policjanci rozpoczęli przeszukiwanie tego terenu, ponieważ otrzymali informację o zakopanych zwłokach. Musiatowicz został aresztowany, a badania psychiatryczne wykazały jego poczytalność. Nie miał wyrzutów sumienia: „Bo jak już idę grubo, to grubo”. W 2015 za dwa zabójstwa został skazany na karę dożywotniego pozbawienia wolności. Będzie mógł ubiegać się o przedterminowe zwolnienie po czterdziestu latach, w 2055. Daniel za współudział w zabójstwach został skazany na 15 lat pozbawienia wolności. Musiatowicz jest niebezpieczny nawet obecnie, w więzieniu:

Nie wiem, czy ja za dziesięć, czy piętnaście lat kogoś nie zabiję. Nie wiadomo, co będzie za tyle lat.

Musiatowicz wyspecjalizował się w rozbojach z użyciem niebezpiecznego narzędzia. Większość swego dorosłego życia spędził w zakładach penitencjarnych. O swoich przestępstwach opowiedział w odcinku serialu dokumentalnego Dożywotniacy zrealizowanego przez dziennikarza Mikołaja Lizuta dla kanału telewizyjnego Crime+Investigation Polsat.